# Florent Piétrus
Florent Marius Piétrus (Les Abymes, Guadalupe; 19 de enero de 1981) es un exjugador de baloncesto francés, profesional durante veinte temporadas. Ha sido internacional en todas las categorías de la Selección de baloncesto de Francia, incluida la absoluta, donde ha sido un fijo en cada competición durante más de 10 años.
Tras militar durante cinco temporadas en el ÉB Pau-Orthez de la LNB francesa con el que se proclamó 3 veces campeón de liga y 2 de Copa se marchó a España, inicialmente a las filas del Unicaja Málaga y posteriormente de otros equipos como el MMT Estudiantes, el Valencia Basket Club o el Caja Laboral Baskonia.
Se inscribió en el Draft de la NBA de 2003 pero no llegó a ser elegido por ningún equipo.
Es hermano mayor del también jugador de baloncesto Mickaël Piétrus (n. 1982), con el que coincidió en el Pau Orthez y en la selección francesa.

## Palmarés

### Clubes
- Campeón de la Liga de Francia (Pro A) con ÉB Pau-Orthez en las temporadas 2001-01, 2002-03 y 2003-04.
- Campeón de la Copa de Francia con el ÉB Pau-Orthez en las temporadas 2001-02 y 2002-03 y con el Strasburg en la temporada 2017-18.
- Campeón de la Copa del Rey con el Unicaja Málaga en la temporada 2004-05
- Campeón de la Liga ACB con Unicaja Málaga en la temporada 2005-06
- Campeón de la EuroCup 2010 con Valencia Basket Club

### Consideraciones personales
- Campeón del concurso de mates de la supercopa ACB de la temporada 2006-2007.
- Ganador del Trofeo al Esfuerzo del Valencia Basket de la temporada 2011-2012

## Trayectoria
- Categorías inferiores. ÉB Pau-Orthez.
- ÉB Pau-Orthez (1999-2004)
- CB Málaga (2004-2007)
- CB Estudiantes (2007-2008)
- Valencia Basket Club (2008-2010)
- Saski Baskonia (2010)
- Valencia Basket Club (2010-2013)
- SLUC Nancy (2013-2016)
- BCM Gravelines (2016-2017)
- Levallois Metropolitans (2017)
- Strasbourg IG (2018-2019)
- Orléans Loiret Basket (2020)